# Robin Stenuit
Robin Stenuit (Ottignies-Louvain-la-Neuve, 16 de junio de 1990) es un ciclista belga.

## Palmarés
2015
- Gran Premio de la Ville de Nogent-sur-Oise
- 1 etapa del Tour de Gironde
- Memorial Philippe Van Coningsloo
- Schaal Sels[1]